# Dipriocampe
Dipriocampe is een geslacht van vliesvleugeligen uit de familie Tetracampidae. De wetenschappelijke naam van dit geslacht is voor het eerst geldig gepubliceerd in 1957 door Boucek.

## Soorten
Het geslacht Dipriocampe omvat de volgende soorten:
- Dipriocampe bouceki Gumovsky & Perkovsky, 2005
- Dipriocampe diprioni (Ferrière, 1935)
- Dipriocampe elongata (Erdös, 1951)